# Arturo Carmassi
Arturo Carmassi, né le 2 juillet 1925 à Lucques et mort le 27 janvier 2015 à Fucecchio, est un sculpteur et un peintre italien.